# Ivan Spicyn
Ivan Spicyn (rusky: Иван Спицын; * 7. července 1993 Kirov) je ruský horolezec, reprezentant v ledolezení a sportovním lezení, vicemistr světa a mistr Evropy v ledolezení na rychlost, juniorský vicemistr světa v lezení na rychlost.

## Výkony a ocenění
- 2008: juniorský vicemistr světa ve sportovním lezení
- 2011: vicemistr světa v ledolezení
- 2013: druhé místo v celkovém hodnocení světového poháru v ledolezení
- 2014: mistr Evropy v ledolezení
- 2018: druhé místo v celkovém hodnocení světového poháru v ledolezení

### Závodní výsledky
Ledolezení
| Mistrovství světa v ledolezení | Mistrovství světa v ledolezení | Mistrovství světa v ledolezení | Mistrovství světa v ledolezení | Mistrovství světa v ledolezení |
| Rok                            | 2011                           | 2013                           | 2015                           | 2017                           |
| ------------------------------ | ------------------------------ | ------------------------------ | ------------------------------ | ------------------------------ |
| Rychlost                       | 2                              | 3                              | 17                             | —                              |

| Světový pohár v ledolezení | Světový pohár v ledolezení | Světový pohár v ledolezení | Světový pohár v ledolezení | Světový pohár v ledolezení | Světový pohár v ledolezení | Světový pohár v ledolezení | Světový pohár v ledolezení | Světový pohár v ledolezení | Světový pohár v ledolezení |
| Rok                        | 2010                       | 2011                       | 2012                       | 2013                       | 2014                       | 2015                       | 2016                       | 2017                       | 2018                       |
| -------------------------- | -------------------------- | -------------------------- | -------------------------- | -------------------------- | -------------------------- | -------------------------- | -------------------------- | -------------------------- | -------------------------- |
| Rychlost                   | 34-38                      | 13-14                      | 7                          | 2                          | 4                          | 49-50                      | 8                          | —                          | 2                          |
| jednotlivě* (3/3/2)        | 18-26,-,-,-                | -,-,-,                     | ,9,8,6,-                   | 10,,6,,                    | ,8,15,                     | -,-,-,-,-,17               | -,6,6,6                    | —                          | 6,2,,7,11                  |

* poznámka: napravo jsou poslední závody v roce
| Mistrovství Evropy v ledolezení | Mistrovství Evropy v ledolezení | Mistrovství Evropy v ledolezení | Mistrovství Evropy v ledolezení | Mistrovství Evropy v ledolezení |
| Rok                             | 2012                            | 2014                            | 2016                            | 2018                            |
| ------------------------------- | ------------------------------- | ------------------------------- | ------------------------------- | ------------------------------- |
| Rychlost                        | —                               | 1                               | 5                               | 10                              |

Sportovní lezení
| Mistrovství světa juniorů ve sportovním lezení | Mistrovství světa juniorů ve sportovním lezení |
| Rok                                            | 2008 kat. B                                    |
| ---------------------------------------------- | ---------------------------------------------- |
| Rychlost                                       | 2                                              |